# 김현관
김현관(한국 한자: 金賢官, 1985년 4월 20일 ~ )은 대한민국의 축구 선수이다.

### 선수 경력
FC 서울에서 2008년 리그컵 1경기에 출전하였으며 핀란드 프로축구 리그인 JJK 이위베스퀼레에 진출하였다.